# 中非時間
| 黑色 | UTC-1︰佛得角時間                                            |
| 绿色 | UTC︰欧洲西部时间 · 格林尼治標準時間                         |
| 蓝色 | UTC+1︰欧洲中部时间 · 西非時間 · 欧洲西部夏令时间            |
| 紅色 | UTC+2︰欧洲东部时间 · 中非時間 · 西非夏令時間 · 南非標準時間 |
| 黃色 | UTC+3︰欧洲东部夏令时间 · 東非時間                           |
| 灰色 | UTC+4︰毛里裘斯時間 · 塞舌爾時間                             |

中非時間（Central Africa Time，縮寫CAT）是一個用於非洲中部和南部的時區，標準時間為UTC+2，與鄰近的時區歐洲東部時間和南非標準時間一樣。
因為這個地區靠近赤道，一年之中白天長短變化不明顯，所以沒有實行夏令時。
下列國家使用中非時間：
- 刚果民主共和国（東部）
- 马拉维
- 莫桑比克
- 纳米比亚
- 卢旺达
- 南蘇丹
- 苏丹
- 尚比亞
- 辛巴威
- 南非